# Copf stílus
A copf stílus vagy egyszerűen csak copf (egyéb elnevezései: klasszicizáló késő barokk, parókastílus, protestáns barokk) művészeti stílus volt a német nyelvű régiókban a 18. század második felében, ahonnan Magyarországra is átterjedt. A rokokó stílussal együtt a barokk késői ága, mintegy átmenet a barokk és a klasszicizmus között. Francia megfelelője a XVI. Lajos-stílus volt.

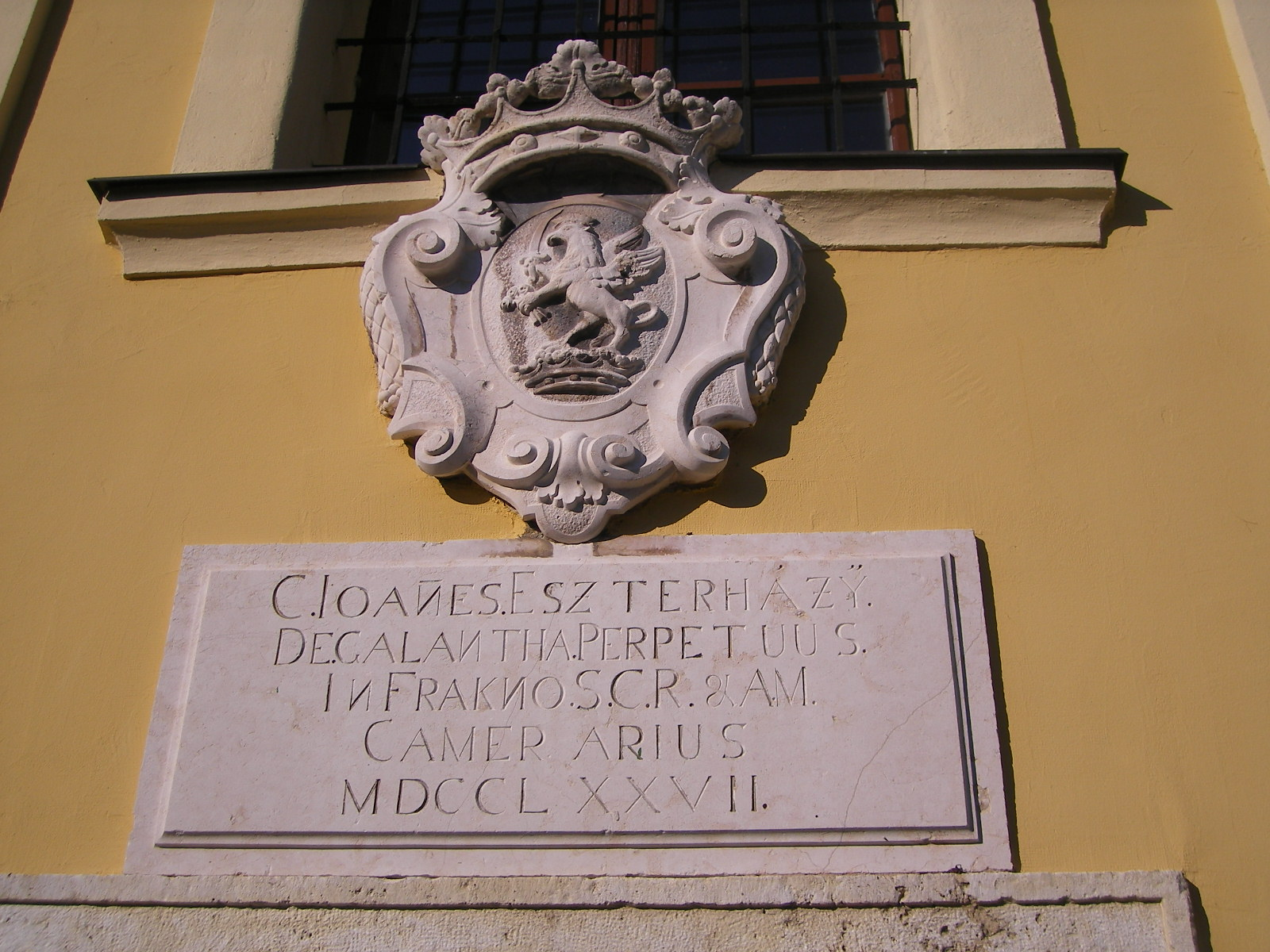
A nagyigmándi katolikus templom részlete, építette Fellner Jakab

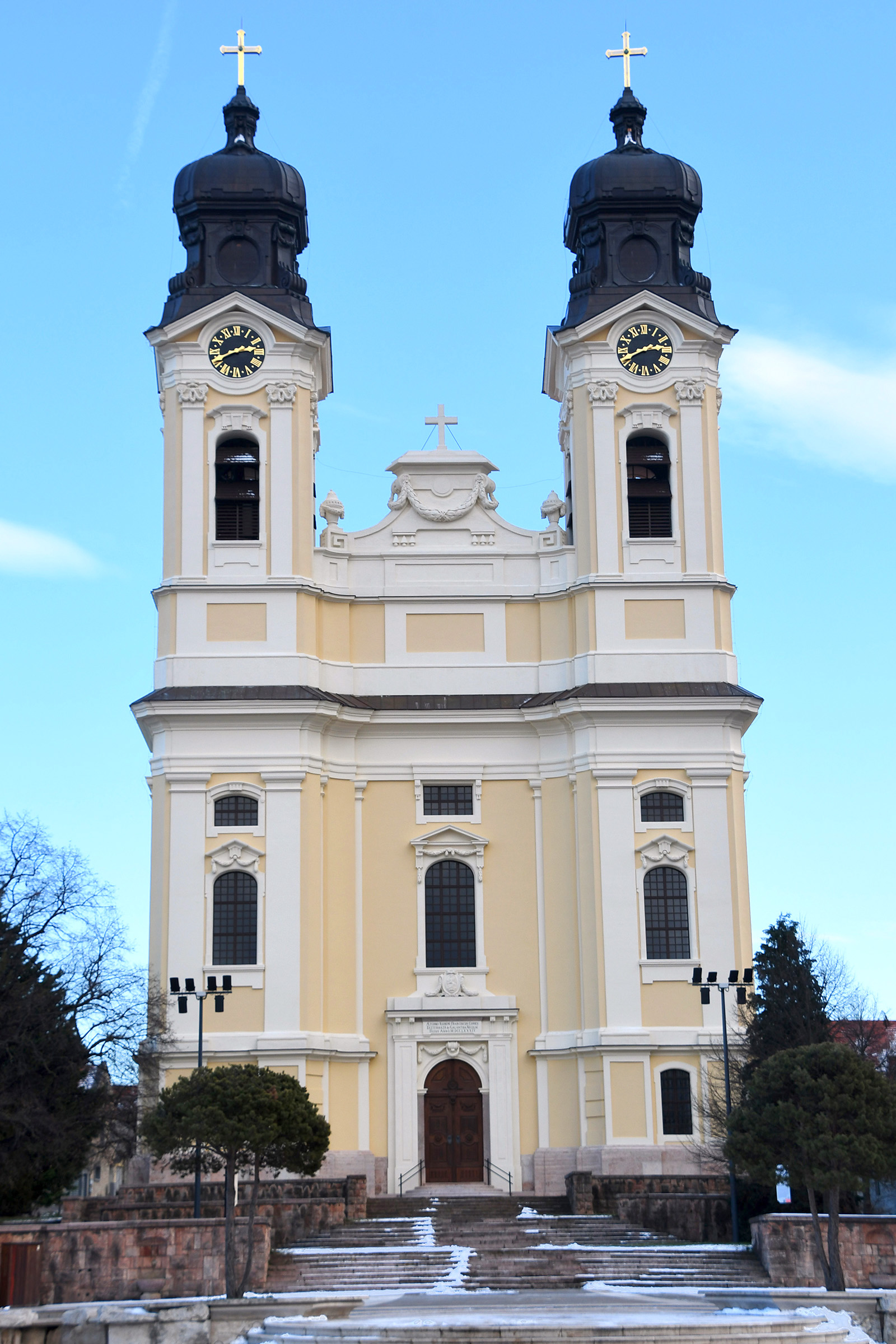
Katolikus templom copf stílusban Tatán, építette Fellner Jakab és Grossmann József

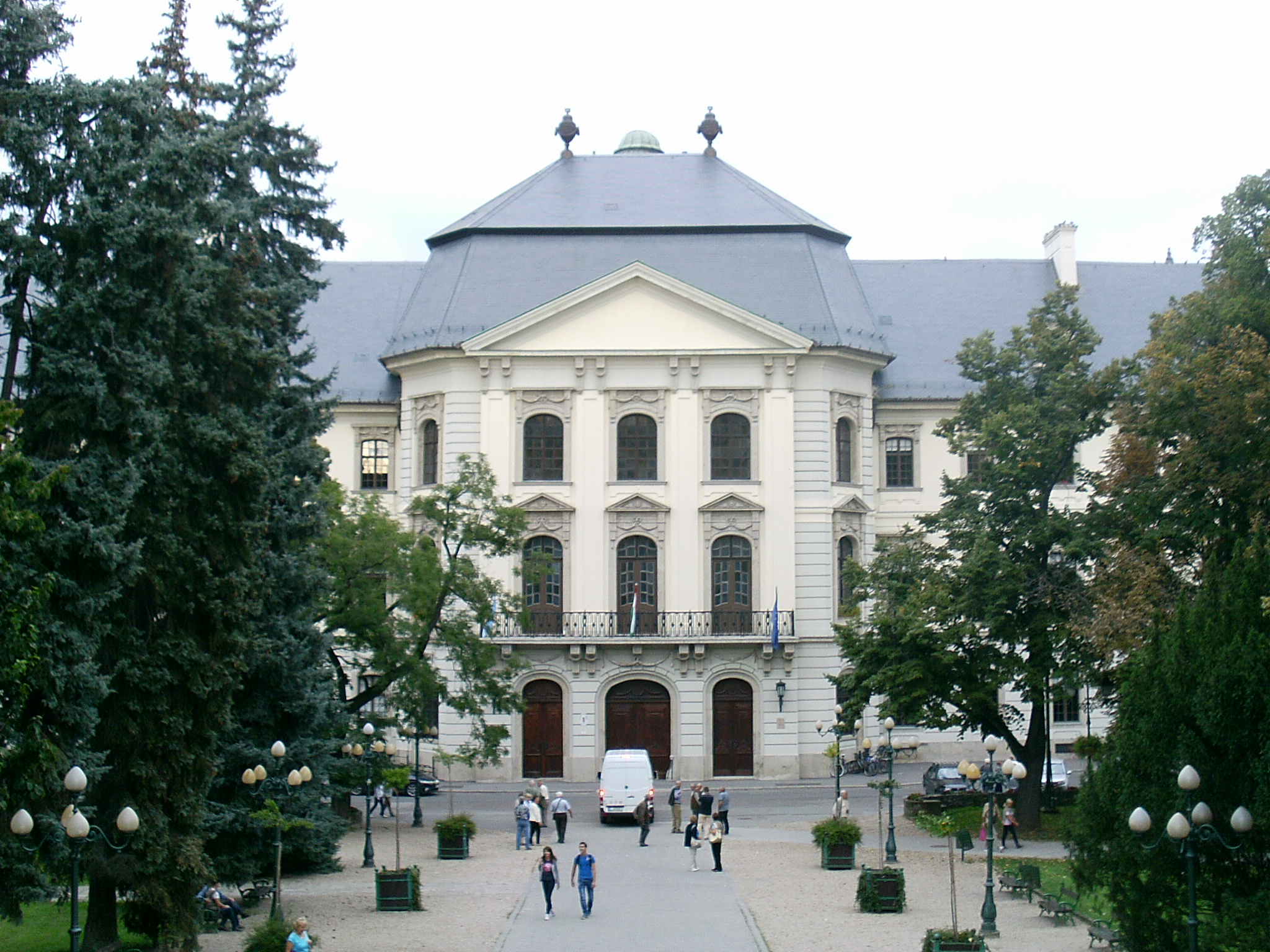
Az egri líceum homlokzata copf stílusban, építette Fellner Jakab

## A név eredete
- A copf a német Zopf szóból ered, ami ósdit, elavultat, nagyképűt és unalmasat jelent. A copf eredetileg hajfonatot jelentett, amint a középkori nők azt viselni szerették, később, a 18. század elején, a porosz katonai viseletbe vették át, míg a francia forradalom ennek a furcsa szokásnak véget nem vetett.
- Régebben magyarul is időnként „zopf” formában írták (például Kardos Gy.: A magyar barokk- és zopf-építészet rövid összefoglalása, 1952).
- A szó az oszlopfők és szemöldökpárkányok füzéres és a copfra mint hajviseletre emlékeztető díszítményeire utal (füzérdísz).

## Előzményei
A copf vagy paróka stílus a játszi, cicomás, kicsinyes rokokó stílusra, a XIV. és XV. Lajos francia királyok stílusára következett, és bizonyos fenségest és komolykodót jelentett a „könnyűvérű, ledérkedő” rokokóval szemben. Franciaországban e stílus megfelelőjét XVI. Lajos királyról „Louis seize”-ként (e. luiszeez), magyarul XVI. Lajos-stílusként ismerik.

## Az irodalomban
A copf stílus ugyanazon korbeli irodalmi és művészeti termékeknél mutatkozik és rokonértelmű a paróka- vagy a barokk stílussal. A német irodalomban leginkább Gottschedet és a sziléziai iskolát lehet a copf stílus legjelentékenyebbjeinek tekinteni, akik ellen Lessing és utódai a klasszicitás újraélesztésével és nemzeti motívumok teremtésével a legélénkebben reagáltak. Franciaországban Voltaire törte meg mind a rokokó-, mind a parókaízlést.
Nálunk a Bessenyei-korszak tulajdonképpen a copfhoz tartozik, s a modern kor váltotta fel, amely Kazinczy Ferenccel kezdődött.

## Az építészetben
A copf épületek szakítanak a barokk mozgalmas, hullámzó formáival. Vonalvezetésük letisztult, áttekinthető. Mind alaprajzukban, mind pedig homlokzati kialakításukban egyszerűségre, világosságra törekednek. A templomok tornya nem, vagy csak alig lép ki a homlokzat síkjából. A szoborfülkék helyét átveszik a faltükrök és falmezők. A kastélyok esetében elmaradnak a sarokrizalitok, az épület megjelenését a timpanonnal koronázott háromtengelyes középrizalit uralja. A stílus formakincse nagymértékben támaszkodik az antik építészetre. Jellemző a füzérdíszek, konzolok, köténydíszek, tárcsák, rozetták, triglifek, gutták, urnák és szögletes voluták alkalmazása. A nyílások egyenesen, kosárívben, félkörívben, vagy szegmensívben végződnek. szemöldökpárkányuk általában az egyenes, timpanon- és lunettaformákra, illetve ezek különböző változataira korlátozódik. A teret cseh- vagy csehsüvegboltozat fedi.

### Fennmaradt példái Magyarországon
- A fertődi Esterházy-kastély (1762–84 között) részben copf[3]
- Reider Jakab: székesfehérvári püspöki palota (1788–1801)
- Fellner Jakab: veszprémi érseki (1993-ig püspöki) palota (1765)
- Fellner Jakab: egri líceum (1765–1785)
- Heféle Menyhért: szombathelyi Sarlós Boldogasszony-székesegyház (1791–1814)
- Heféle Menyhért: szombathelyi püspöki palota (1778–1783)
- veszprémi tűztorony (1810–1814)
- Kiskun Múzeum, Kiskunfélegyháza
- Franz Anton Hillebrandt munkái

## Az iparművészetben
Legjelentősebbek a copf stílusú bútorok, amelyek napjainkig fent maradtak nemcsak a múzeumokban, hanem a magánlakásokban és a műkereskedelemben is.

## Galéria

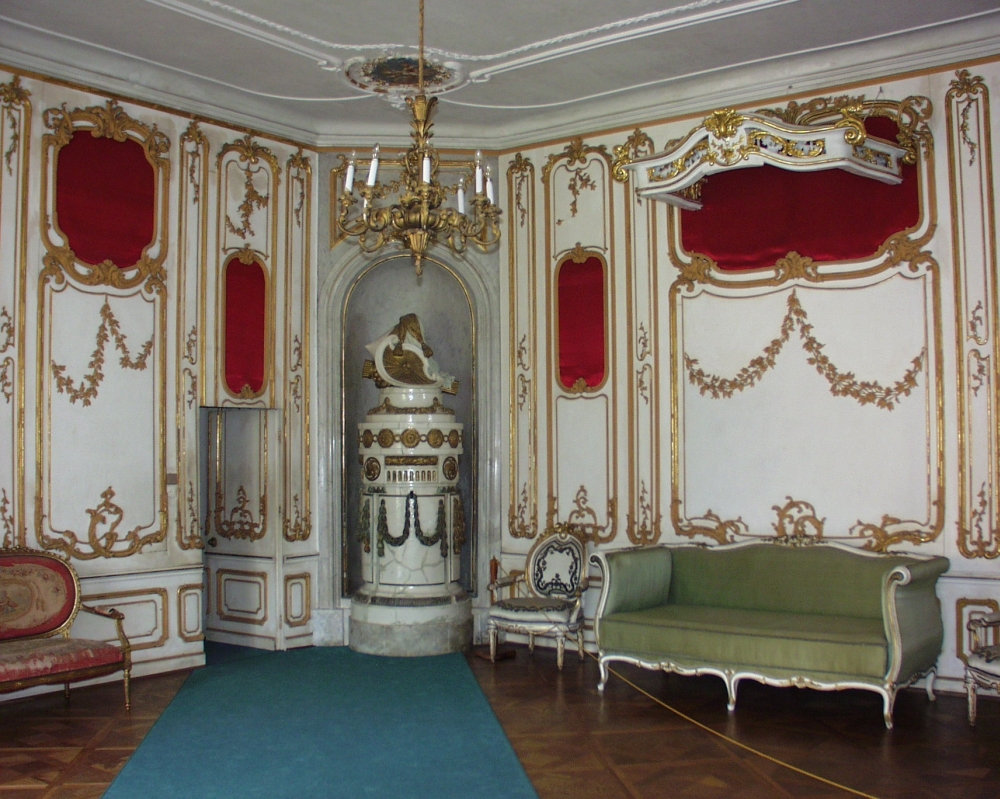
A fertődi Esterházy-kastély belseje
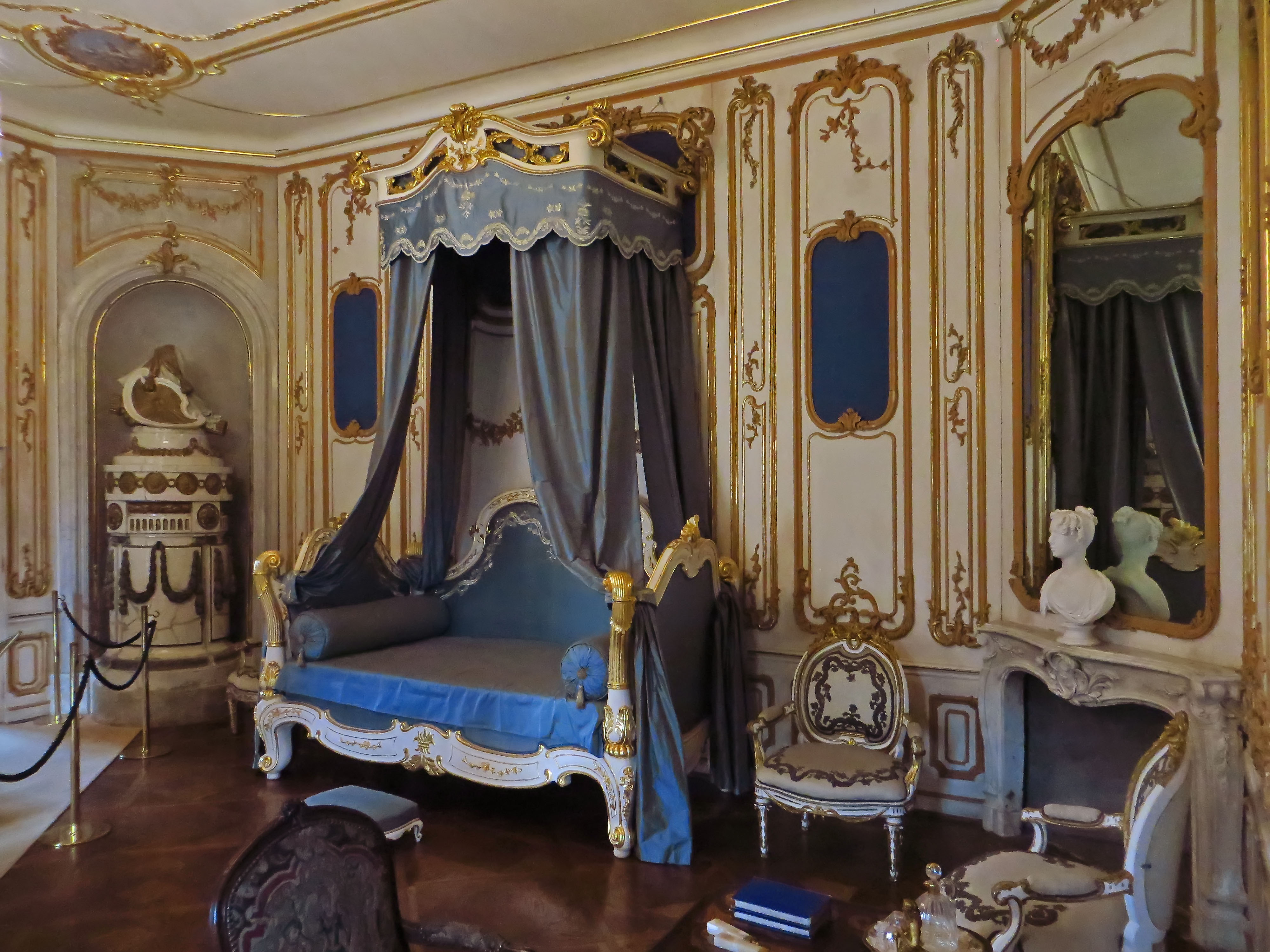
A kastélyban Esterházy Miklós József herceg hálószobája
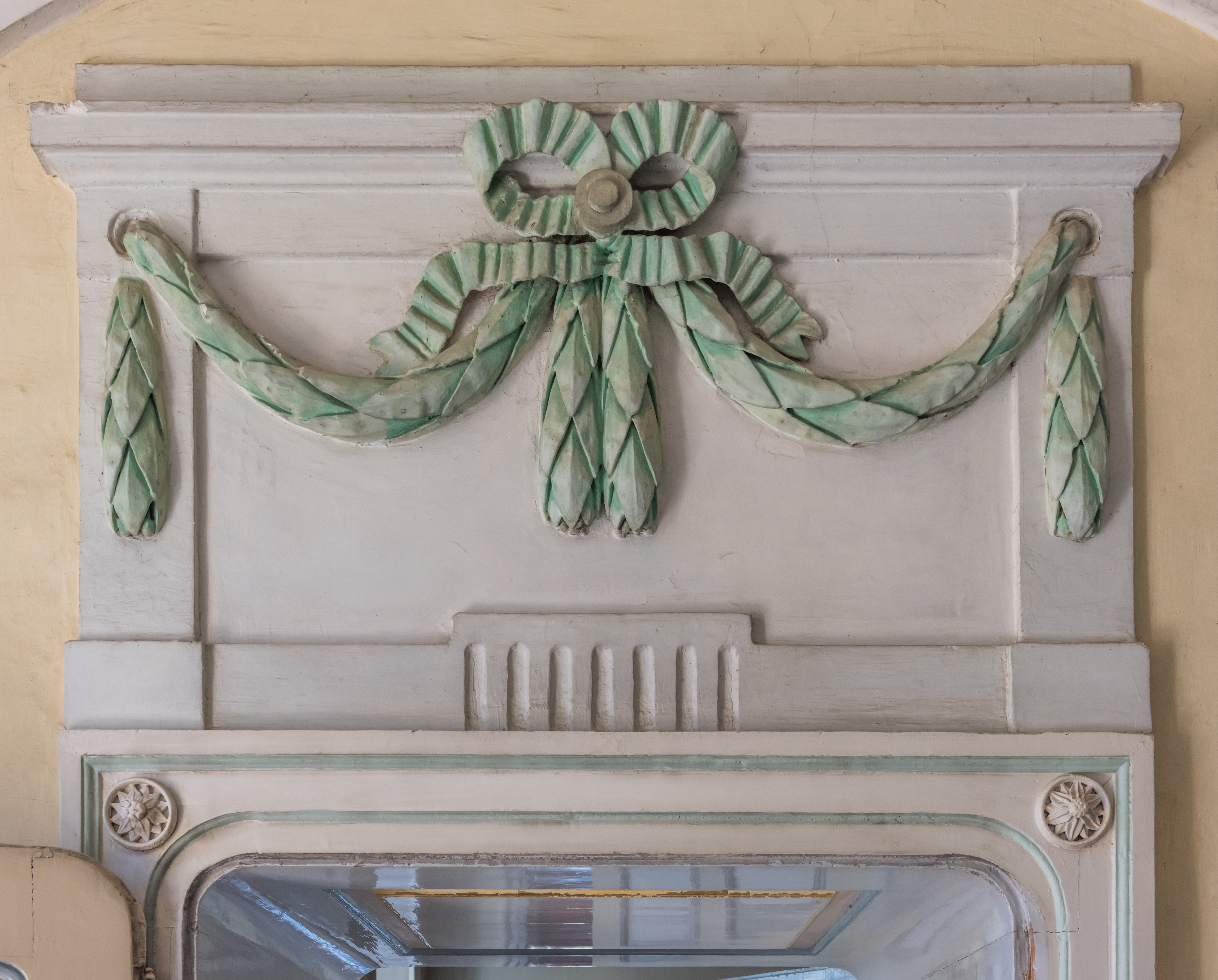
Tipikus copf stílusú dísz, Pöckstein-kastély, Straßburg
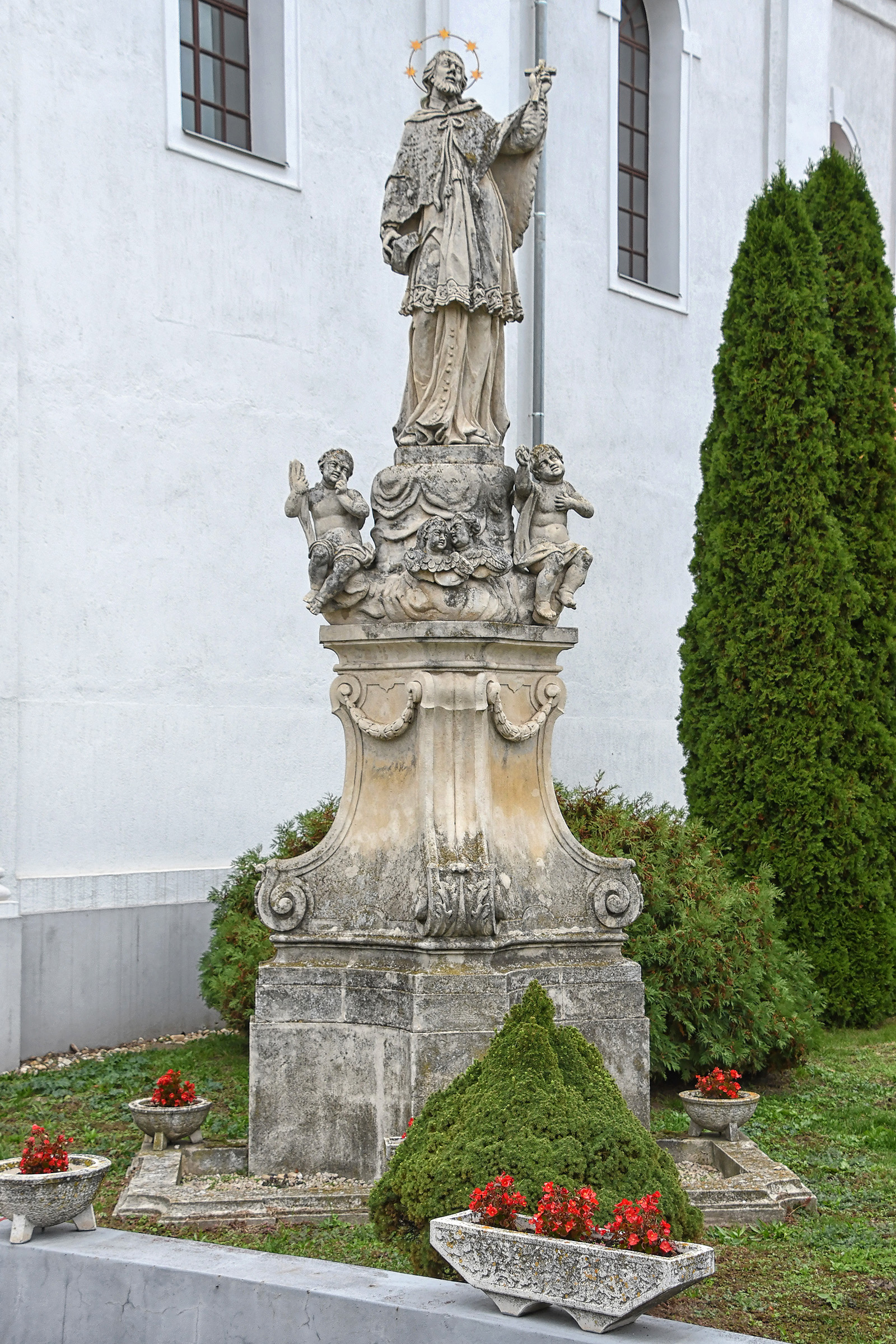
Nepomuki Szent János szobrának copf talapzata, Bakonyszombathely
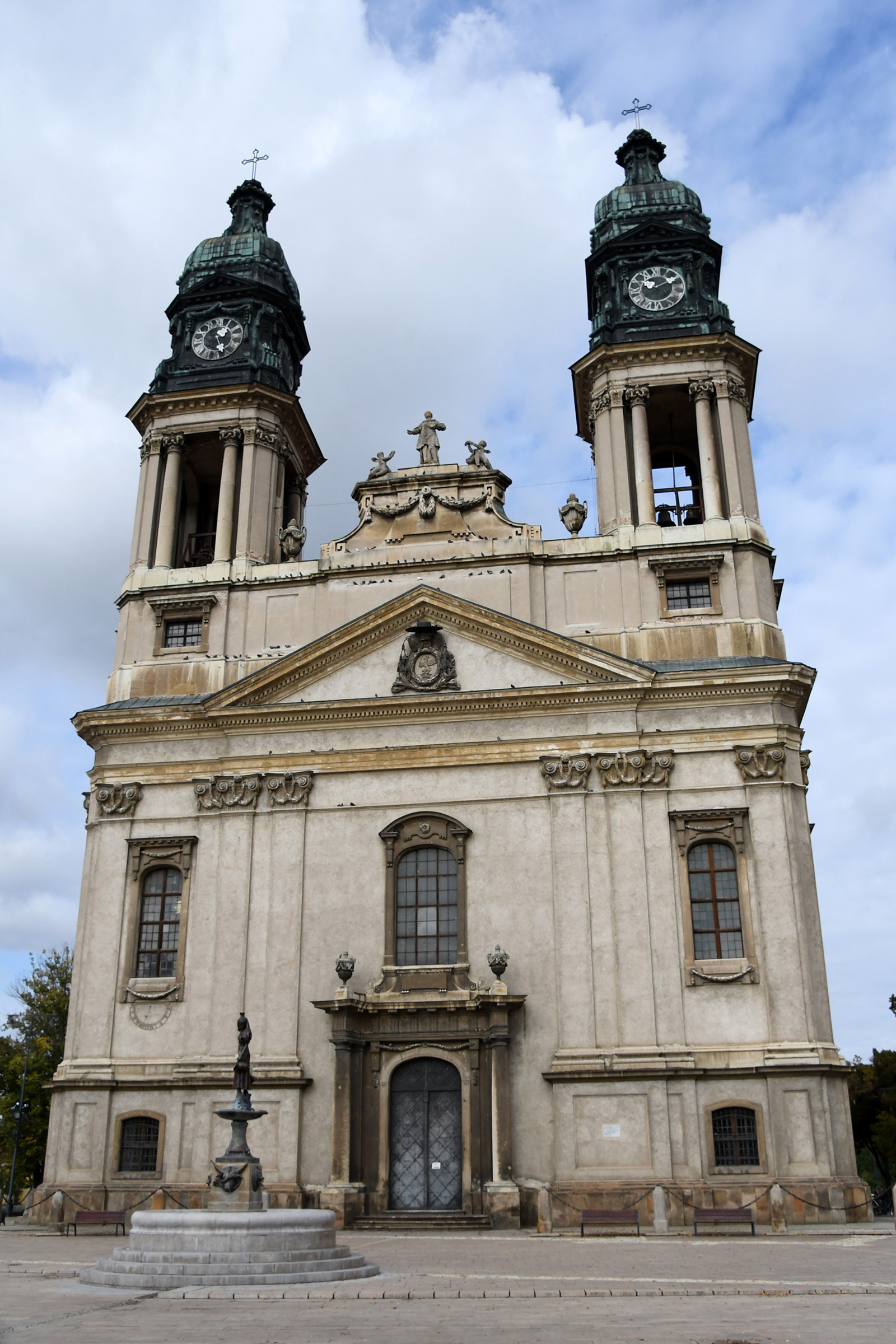
Szent István-templom, Pápa
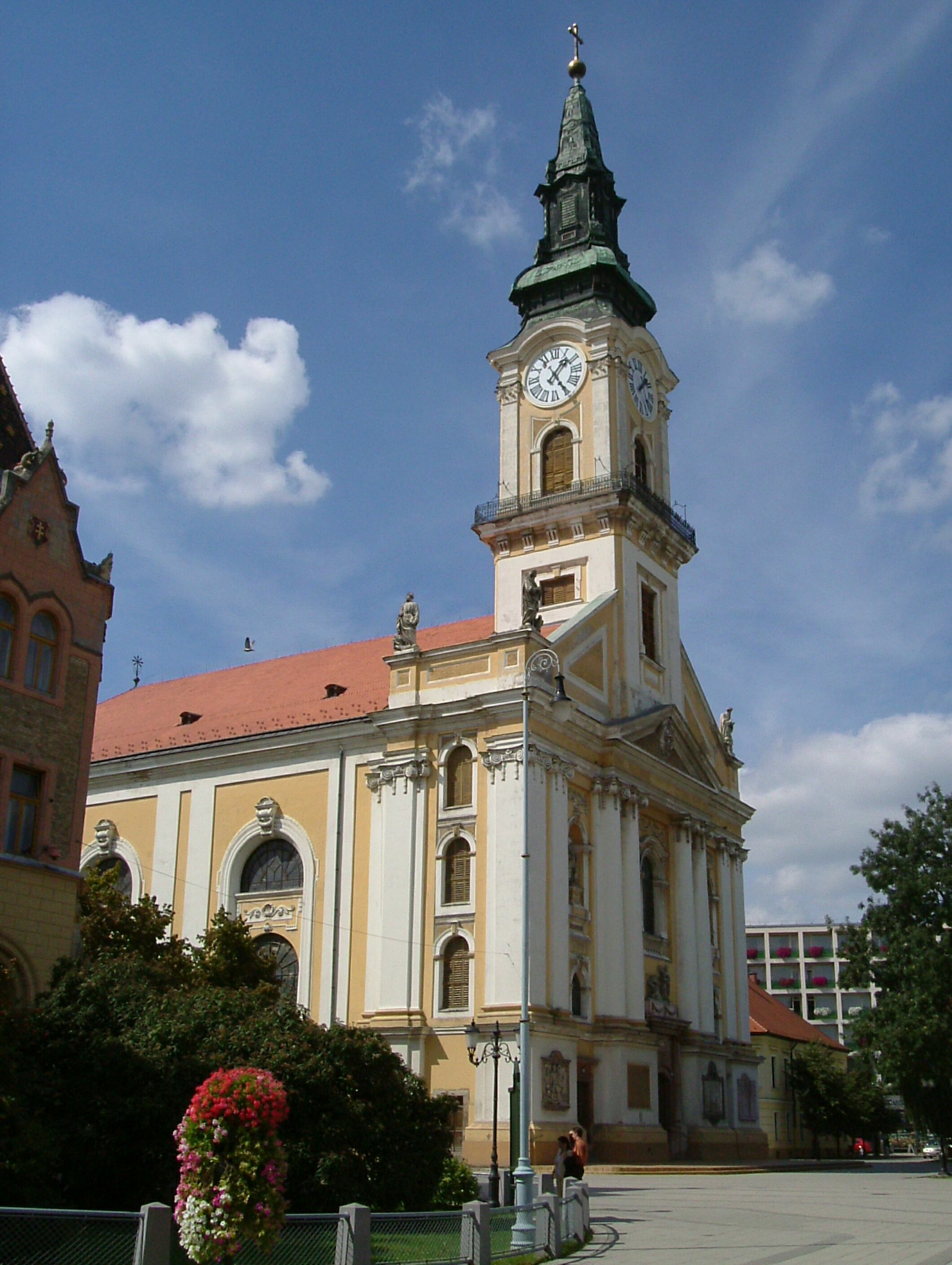
A kecskeméti nagytemplom
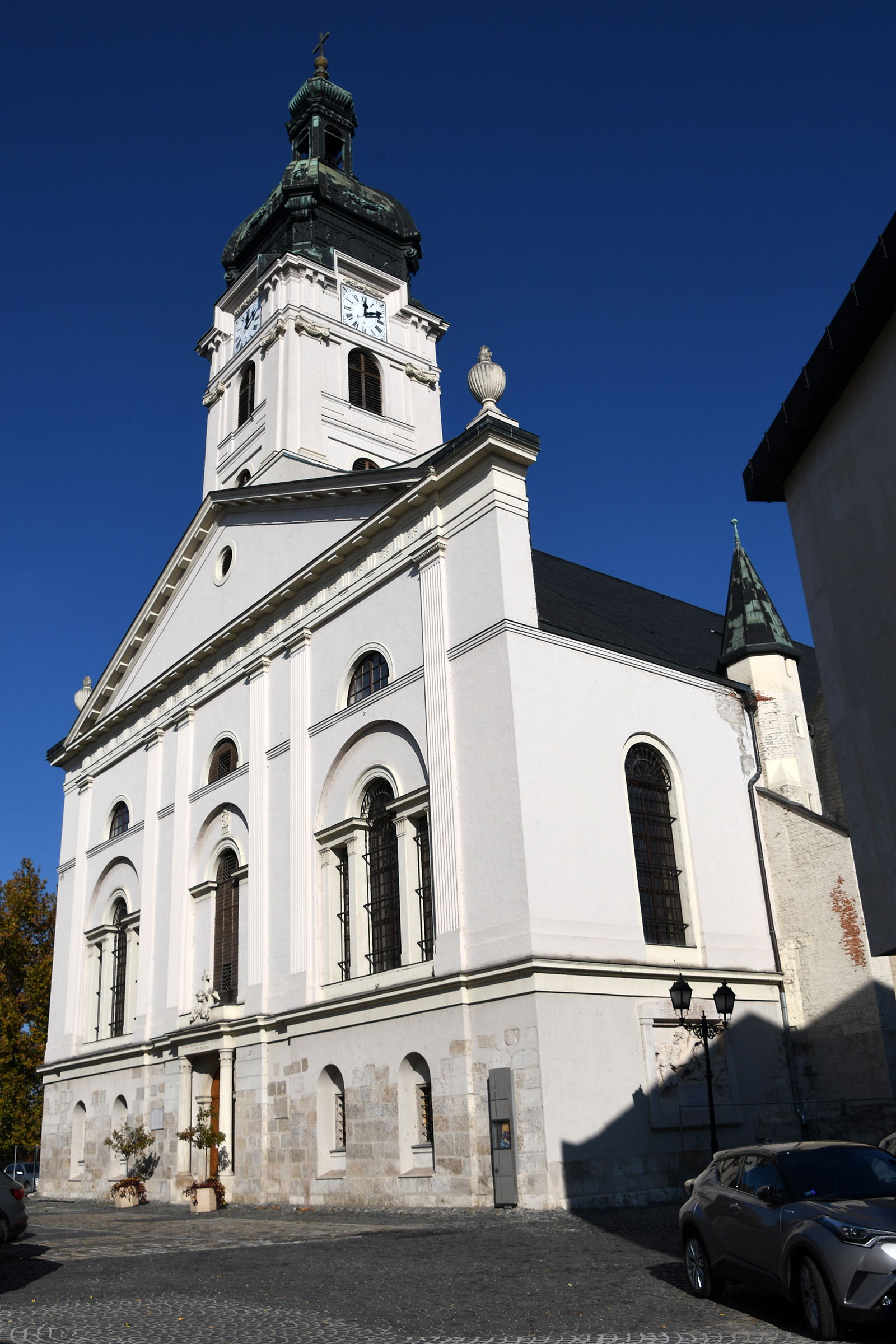
A győri bazilika